# Peel
Peel (en manés Purt ny hInshey - Puerto de la Isla) es un poblado en la isla de Man, en la parroquia de German. A veces se le refiere a Peel como la única ciudad de la isla, pues es la localización de la catedral de la isla. Es la tercera población más grande la isla, después de Douglas y Ramsey, es el cuarto pueblo más grande por extensión, (Onchan es el segundo). Peel tiene poder de votación sobre un miembro de la Cámara de Claves, que desde el 2006 es Tim Crookall. La población de Peel es de 4,280 habitantes.